# Contoso
Contoso foi o nome escolhido para uma empresa fictícia criada pela Microsoft para fazer exemplos de como utilizar seus softwares.
Em várias palestras realizadas no Brasil e no mundo pela Microsoft é citado o nome Contoso para que, quem estiver assistindo compreenda melhor a palestra, seja para especificar uma empresa, um website, entre outros.
Como o nome era utilizado nas palestras, as pessoas começaram a acessar o website apenas por curiosidade, porem o domínio não era registrado. Assim, terceiros registraram o domínio em seu nome [carece de fontes?] e tiveram o domínio comprado pela Microsoft.
O domínio contoso.com.br está registrado no nome de uma brasileira, no qual o site ainda está em construção.
Alem de Contoso, a Microsoft utiliza outros nomes para usar em seus exemplos, como Northwindtraders, também aponta para o da Microsoft, Tailspintoys e mais recentemente, Fabrikan inc.

## Observações
Podemos encontrar exemplos do domínio Contoso não só em palestras, como também no website da Microsoft e em alguns softwares desenvolvidos por ela, um exemplo é quando vamos cadastrar um novo e-mail no software Outlook:
No Outlook 2007, no painel de Configuração Automática de Conta, em nome é usado o exemplo Susana Oliveira e em Endereço de Email é usado de exemplo susana@contoso.com